# Mario Vellani (calciatore)
Mario Vellani (Sampierdarena, ... – ...; fl. XX secolo) è stato un calciatore italiano, di ruolo difensore.

## Carriera
Mario Vellani giocò con la maglia della Sampierdarenese fino al 1927.. Passò in prestito una stagione alla Virtus e alla Corniglianese e ritorno nella stagione successiva. Si ritirò con la maglia della Fiorente Genova.